# Liborius Hausner von Hauswehr

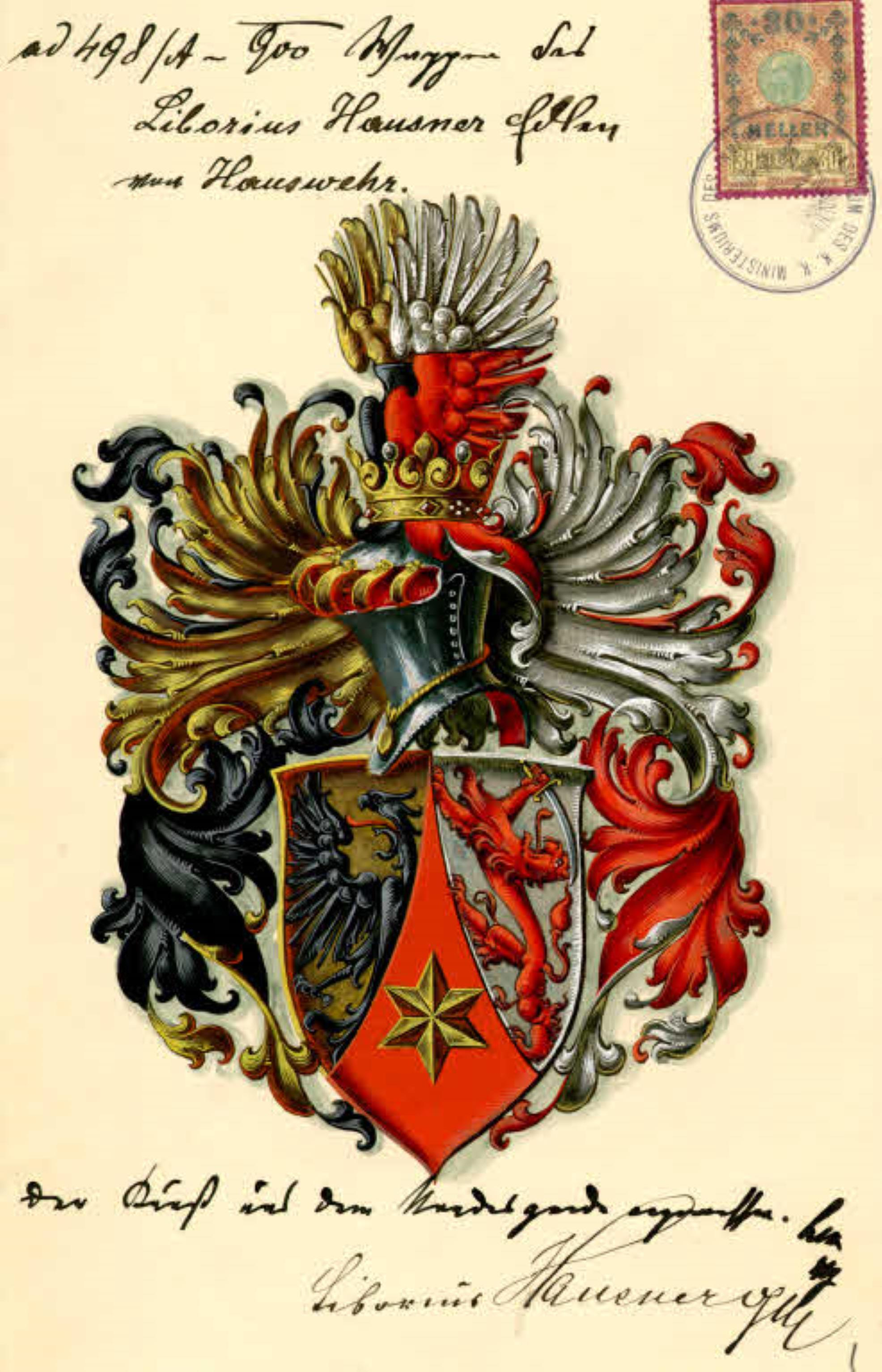
Wappen Hausner von Hauswehr

Liborius Franz Johann Hausner, seit 1900 Edler von Hauswehr (* 30. März 1834 in Haslicht; † 9. November 1925 in Korneuburg) war ein k.u.k. Feldmarschallleutnant.

## Leben
Nach der Unterstufe des Gymnasiums in Olmütz trat er als 15-Jähriger im Juni 1849 als ex-propriis Gemeiner (gegen Erlag des Montur-Geldes auf 8 Jahre) in die kaiserlich-habsburgische (ab 1867 k.u.k.) Armee und zwar ins Infanterie-Regiment Nr. 54 ein; den Feldzug 1849 hat er mitgemacht, jedoch nicht an Gefechtshandlungen teilgenommen.
Beim Infanterie-Regiment Nr. 36 diente er sechs Jahre als Expropriis-Feldwebel, bevor er – nach einem kurzen Intermezzo im zivilen Kanzlei-Staatsdienst – zum Infanterie-Regiment Nr. 29 versetzt wurde, wo er 1859 zum Leutnant avancierte. In diversen Militärbildungsanstalten diente er, nunmehr Oberleutnant, als Lehrer für die Fächer Exerzieren und Schönschreiben. Später war er bei den Infanterie-Regimentern Nr. 70 bzw. (wiederum) Nr. 54 eingeteilt, schließlich ab 1878 beim Infanterie-Regiment Nr. 4, wo er vom Major bis zum Oberst aufstieg.
Bei letzterem Regiment („Hoch- und Deutschmeister“) machte er im Jahre 1896 als Kommandant in Wien das 200-jährige Bestandsjubiläum mit.
1898 als Kommandant der 6. Gebirgs-Brigade in Bilek zum Generalmajor befördert, trat er nach mehr als 50 Jahren im Staatsdienst (davon fast 50 Jahre in der Armee) im Jahr 1900 in den Ruhestand und wurde am 12. September 1900 in den Adelsstand erhoben. Im Jahre 1908 wurden ihm unter Nachsicht der Taxe Titel und Charakter eines Feldmarschallleutnants des Ruhestands verliehen.
An Auszeichnungen erhielt er das Ritterkreuz des Leopold-Ordens, die Militär-Verdienstmedaille am roten Bande, die Kriegsmedaille, die Jubiläumserinnerungsmedaille für die bewaffnete Macht, das Militärdienstzeichen 1. Klasse, den preußischen Roten Adlerorden II. Klasse, den Orden der aufgehenden Sonne und den siamesischen Orden des Weißen Elefanten.
Liborius Hausner war zwei Mal verheiratet: erste Eheschließung 1871 mit Judith, geb. Mozelt (1827–1884), zweite Eheschließung 1886 mit Maria Anna, geb. Schierl (1866–1941).
Aus der ersten Ehe stammen die Kinder Leontine Judith (* 1872), Arthur (1873–1887), Rudolf Liborius (* 1879) und Anna (1884–1890).
Aus der zweiten Ehe stammen Marie Antonia Anna (* 1886, verh. 1909 mit August Anton Lovrek), die Zwillinge Arthur (* 1887) und Stephanie (verh. mit Otto Gröger) sowie Adele Hermine (1889-1979, verh. mit Josef Weißmann), Liborius Ignaz (1892–1984) und Rosa Theresia Hildegard Josefa (* 1899).
Das mit seinem Wappen gezierte Grab des FML Liborius Hausner Edler von Hauswehr, in dem auch seine Witwe beigesetzt ist, die ihn um 16 Jahre überlebt hat, befindet sich am Friedhof Korneuburg; eine kleine Gedenktafel erinnert dort auch an seinen gleichnamigen Sohn aus zweiter Ehe, allerdings aufgrund des Adelsaufhebungsgesetzes unter der „republikanischen“ Namensversion Hausner-Hauswehr.